# Johan Axel Gustaf Acke
Johan Axel Gustaf Acke, originariamente Andersson (Stoccolma, 7 aprile 1859 – Vaxholm, 5 settembre 1924) è stato uno scultore, pittore e progettista svedese.

## Biografia
Figlio del botanico svedese Nils Johan Andersson e della pittrice Anna Tigerhielm, nacque e crebbe a Bergielund, nei pressi di Stoccolma, dove si trovava un celebre giardino botanico, sin da bambino si dedicò alla pittura seguendo il padre, membro del Naturhistoriska riksmuseet, nelle sue missioni di ricerca in Lapponia e nelle Gotland, disegnando soprattutto disegni floreali. 

All'età di 14 anni entrò nella Reale Accademia delle Belle Arti dove continuò la sua formazione fino al 1882 e continuò a perfezionare il suo stile nella scuola d'arte gratuita di Edvard Perséus. Viaggiò nei Paesi Bassi ed in Francia, dimostrò una forte avversione per lo studio accademico e si aggregò al circolo artistico detto Konstnärsförbundet (Circolo degli Artisti). Nel 1886 si trasferì nelle Isole Åland e divenne membro della Colonia di Önningeby, una colonia di artisti svedesi e finlandesi, fondata dal pittore Victor Westerholm. Nella colonia Acke si rivelò un artista molto attivo e prolifico, e si ispirò molto alle opere ed allo stile degli altri artisti della colonia, che avevano in comune la rivolta contro la pittura accademica e contro la cosiddetta Scuola di pittura di Düsseldorf.